# Rostanh de Merguas
Rostaing de Merguas o Mergas (fl. XIII secolo) è stato un trovatore minore  provenzale del tardo XIII secolo, originario di Vaucluse.
Potrebbe essere il trovatore descritto nell'indice del canzoniere C, un manoscritto occitano del XIV secolo, come escudier de la Ylha (scudiero di l'Isle-sur-la-Sorgue). Gli si attribuisce una canso. Gli viene anche attribuita a un certo punto la canzone Non sai cal conseilh mi prenda, ma quest'ultima è opera di Cadenet. Rostanh viene chiamato de Melies nella rubrica del canzoniere H. 